# FOXP1
Forkhead box protein P1 est une protéine qui chez l'humain est codée par le gène FOXP1. FOXP1 est nécessaire au bon développement du cerveau, du cœur et des poumons chez les mammifères ,,. C'est un facteur de transcription de la famille Forkead Box (FOX).

## Gène FOXP1
Le gène est localisé sur le chromosome 3 en position p13 (3p13) chez l’humain (localisation précise 3:70,954,713-71,583,988). FOXP1 est un grand gène (629,297 paires de bases) contenant 21 exons. L’épissage alternatif de l’ARN pré-messager résulte en plusieurs isoformes (c’est-à-dire variants) possibles de la protéine.

## Protéine Foxp1

### Structure et fonction
Foxp1 est un facteur de transcription de la famille FOX (Forkhead box). Les facteurs de transcription FOX jouent un rôle important dans la régulation (principalement répressive) de l’expression d’autres gènes durant le développement et à l’age adulte. Le niveau de cette régulation varie d’un tissu et d’un type de cellules à l’autre. FOXP1 contient un site de liaison à l’ADN et la capacité de se lier à d’autres protéines, notamment FOXP2 et FOXP3. C’est sous forme de dimère que ces protéines se lient à leurs cibles ADN. La protéine FOXP1 reconnait la séquence TATTT(G/A)T .

### Cibles de Foxp1
Plusieurs gènes de pluripotence sont sous le contrôle d’une isoforme particulière de Foxp1 : l’expression de gènes de pluripotence (tels qu’OCT4, NANOG, NR5A2, et GDF3) sont stimulées, alors que l’expression de gènes promouvant la différenciation cellulaire sont réprimés. 
Foxp1 contrôle l'expression de CNTNAP2, un gène codant une protéine neuronale impliquée dans l'interaction entre les neurones et cellules gliales, et le regroupement de canaux potassiques dans les axones myélinisés.

## Rôle chez l'humain et pathologies associées
FOXP1 participe au développement de plusieurs organes : les poumons, le cœur, le thymus et le cerveau.  

### Développement musculaire
Dans le cœur, FOXP1 régule la maturation et la prolifération des cardiomyocites (ref), promeut la séparation de l’artère et l’aorte pulmonaire (ref), et régule l’expression de Sox4 dans le myocarde et l’endocardial cushions qui sépare ventricule gauche et droit (ref). Des embryons de souris foxp1-/- (délétion homozygote) présentent de sévères problèmes de développement cardiaque (ref). 
FOXP1 participe au développement des muscles et de l’épithélium de l’œsophage (ref).

### Développement du système nerveux
FOXP1 est impliqué dans le développement du système nerveux. L'étude d'une cohorte de 1523 patients atteints de déficiences intellectuelles a révélé 3 cas de délétion hétérozygote (d'une seule des deux copies) du gène . L'étude de dix patients porteurs d'une délétion hétérozygote révèle un déficit dans l'acquisition du langage et de la marche, ainsi qu'une prédisposition aux troubles du spectre de l'autisme 

### Cancer
L'inactivation du gène FOXP1 à l'état homozygote prédispose au cancer du sein . Au contraire, il est suspecté qu'une sur-expression de FOXP1 favorise les leucémies ,. 

### Bases de données
FOXP1 sur GeneCards (anglais)

#### Gène et transcrits
FOXP1 sur le UCSC Genome Browser
FOXP1 sur Ensembl

#### Protéine
Foxp1 sur OMIM (anglais)
Structure du domaine de liaison à l'ADN sur PDB

#### Clinique
Retard mental associé à FOXP1 sur OMIM (anglais).